# Бањер де Бигор
Бањер де Бигор (фр. Bagnères-de-Bigorre) је насељено место у Француској у региону Миди Пирене, у департману Горњи Пиринеји.
По подацима из 2011. године у општини је живело 7906 становника, а густина насељености је износила 62,82 становника/km².

## Демографија
| 1962.  | 1968.  | 1975. | 1982. | 1990. | 2011. |
| ------ | ------ | ----- | ----- | ----- | ----- |
| 10.314 | 10.216 | 9.947 | 9.242 | 8.424 | 7.906 |